# Mołdawia na Mistrzostwach Europy w Lekkoatletyce 2010
Mołdawia na Mistrzostwach Europy w Lekkoatletyce 2010 – reprezentacja Mołdawii podczas czempionatu w Barcelonie liczyła sześciu zawodników. Jedyny medal – pierwszy w historii występów kraju na mistrzostwach Starego Kontynentu – zdobył Ion Luchianov, który po dyskwalifikacji Hiszpana José Luis Blanco zajął ostatecznie trzecie miejsce w biegu na 3000 metrów z przeszkodami.

## Wyniki reprezentantów Mołdawii

### Mężczyźni
- Bieg na 3000 metrów z przeszkodami
  -  Ion Luchianov z czasem 8:19,64 zdobył brązowy medal

- Trójskok
  - Władimir Letnicow z wynikiem 16,37 zajął 12. miejsce

### Kobiety
- Bieg na 800 m
  - Olga Cristea z czasem 2:02,31 zajęła 21. miejsce w eliminacjach i nie awansowała do finału

- Bieg na 3000 metrów z przeszkodami
  - Oxana Juravel z czasem 9:55,39 zajęła 12. miejsce w biegu finałowym

- Rzut młotem
  - Zalina Marghieva z wynikiem 70,83 zajęła 5. miejsce
  - Marina Marghieva z wynikiem 70,77 zajęła 6. miejsce